# INS Arihant (SSBN 80)
O INS Arihant é o primeiro submarino nuclear construído na Índia . Equipa a classe Classe Arihant da Marinha da Índia e sua construção tornou a Índia o 6º país do mundo à dominar a tecnologia de construção de submarinos nucleares.
Construído com apoio técnico russo, o 1º submarino nuclear indiano teve seu projeto concebido em meados dos anos 70, no governo de Indira Gandhi, sendo iniciado apenas na década de 80. No entanto o governo indiano negou a existência desse projeto até 2009. 

## Lançamento
Em 26 de julho de 2009, durante cerimônia realizada no Shipbuilding Centre (SBC) de Vishakhapatnam, o submarino foi batizado de Arihant (em sânscrito अरिहन्त:, significando destruidor de inimigos) e lançado ao mar pelo primeiro-ministro Manmohan Singh e pela sua esposa Gursharan Kaur (como reza a tradição naval onde os navios são lançados por mulheres), em comemoração ao décimo aniversário da Guerra de Kargil.
Em agosto de 2016, o primeiro-ministro Narendra Modi comissionou o INS Arihant para o serviço ativo na Marinha Indiana.